# Lelkowo
Lelkowo (Lichtenfeld fino al 1945) è un comune rurale polacco del distretto di Braniewo, nel voivodato della Varmia-Masuria.
Ricopre una superficie di 197,96 km² e nel 2004 contava 3 070 abitanti.

## Comunità urbane e rurali
| - Bieńkowo (Bönkenwalde) - Dębowiec (Eichholz) - Głębock (Tiefensee) - Grabowiec (Schönwalde) - Jachowo (Hanswalde) | - Jarzeń (Arnstein) - Krzekoty (Groß Hasselberg) - Kwiatkowo (Blumstein) - Lelkowo (Lichtenfeld) - Lutkowo (Lüdtkenfürst) | - Sówki (Schönfeld) - Wilknity (Wilknitt) - Wołowo (Wohlau) - Wyszkowo (Hohenfürst) - Zagaje (Hasselpusch) |

Località minori:
| - Bartki (Bartken) - Giedawy (Köllmisch Gehdau) - Jarzeński Młyn - Kildajny (Kildehnen) - Mędrzyki (Lauterbach) - Miłaki (Müngen) | - Młyniec (Mühlenfeld) - Nałaby (Nallaben) - Perwilty (Perwilten) - Piele (Pellen) - Przebędowo (Perbanden) | - Słup (Schlepstein) - Szarki (Sargen) - Wilknicki Młyn (Wilknitter Mühle) - Wola Wilknicka (Rosenwalde) - Zdrój (Schönborn) |